# Guy Lacombe
Pour les articles homonymes, voir Lacombe.
Guy Lacombe, né le 13 juin 1955 à Villefranche-de-Rouergue (Aveyron), est un footballeur puis entraîneur français. Il est champion olympique de football en 1984.

## Biographie

### Joueur

#### En club
En tant que joueur, Guy Lacombe est prêté par le Stade rennais, au LOSC (Lille Olympique Sporting Club) en décembre 1986 jusqu'à la fin de saison. Il y marque 4 buts notamment un triplé en championnat, le 13 décembre 1986 contre Sochaux où les Lillois s'imposent à domicile 6 à 0. Son dernier but sous les couleurs lilloises est marqué le 15 mai 1987 contre le FC Metz (victoire de Lille à domicile 3 à 0).
En 2022, le magazine So Foot le classe dans le top 1000 des meilleurs joueurs du championnat de France, à la 417e place.

#### En sélection
Guy Lacombe est l'auteur du but validant la qualification de l'équipe de France olympique pour les Jeux olympiques de 1984. Membre de la sélection, il inscrit le troisième but français lors de la victoire en demi-finale 4-2 face à la Yougoslavie et il dispute la finale qui voit la France remporter le titre au détriment du Brésil (2-0).

### Entraîneur
Guy Lacombe fait ses premières armes au centre de formation de l'AS Cannes. De 1990 à 1995, il va diriger plusieurs futures stars du football français : Zinédine Zidane, Patrick Vieira, Johan Micoud, Peter Luccin ou encore Sébastien Frey. En octobre 1995, il prend la tête de l'équipe première et évite la relégation au club pendant deux saisons.
À l'été 1998, il prend en charge la destinée du Toulouse Football Club, alors tout frais promu en 1re division, mais l'expérience n'est pas satisfaisante : il est remplacé par Alain Giresse en janvier 1999 alors que le club est bon dernier au classement.
Mais Guy Lacombe rebondit très vite à l'En avant de Guingamp qu'il rejoint en février 1999. Sous son impulsion, le club se maintient en 2e division et revient en 1re division dès la saison suivante. Malgré des moyens limités, le club se maintient parmi l'élite pendant les saisons 2000-2001 et 2001-2002, grâce aux bonnes performances, entre autres, de Hubert Fournier, Fabrice Fiorèse et Florent Malouda. Guy Lacombe réalise son plus beau coup lors du Mercato en 2002, en faisant venir en Bretagne un attaquant ivoirien qui n'était que remplaçant au Mans en 2e division, un certain Didier Drogba.
Fort de ses succès passés, Guy Lacombe rejoint Sochaux à l'été 2002 en remplacement de Jean Fernandez. S'appuyant sur une génération exceptionnelle de joueurs (Benoît Pedretti, Pierre-Alain Frau, Sylvain Monsoreau, Mickaël Pagis, Santos ou encore Wilson Oruma), Lacombe obtient des résultats satisfaisants en championnat : (5e en 2003 et en 2004, 10e en 2005) et en Coupe de la Ligue (finaliste en 2003 et vainqueur en 2004). Le club réalise également un bon parcours en Coupe UEFA lors des saisons 2003-2004 et 2004-2005. Le travail de Guy Lacombe à Sochaux est reconnu et l'équipe séduit par le jeu qu'elle développe : un football offensif et de qualité. Malgré tout, le torchon brûle entre le président du club Jean-Claude Plessis et son entraîneur : Guy Lacombe refuse de prolonger son contrat et les deux hommes décident de mettre fin à leur fructueuse collaboration en août 2005.
Lors de la trêve hivernale de la saison 2005-2006, il est nommé entraîneur du Paris Saint-Germain par le président Pierre Blayau, en remplacement de Laurent Fournier. Avec lui, le PSG remporte la coupe de France 2005-2006 contre l'Olympique de Marseille et gagne ainsi une place en coupe UEFA pour la saison 2006-2007, mais les résultats du club en championnat sont médiocres. Son passage à la tête du club de la capitale est marqué par des conflits répétés avec de nombreux joueurs "vedettes" de son effectif : Mario Yepes, Bonaventure Kalou, Jérôme Rothen et surtout Vikash Dhorasoo avec qui il ira jusqu'au clash, ce qui entraînera le licenciement de l'international français le 11 octobre 2006.
Le 15 janvier 2007, deux jours après la défaite du PSG contre Valenciennes, Guy Lacombe est destitué de son poste d'entraîneur par Alain Cayzac, contre 4 millions d'euros d'indemnités de licenciement. Il est remplacé par Paul Le Guen. Son bilan en tant qu'entraîneur du PSG est de 8 victoires, 14 défaites et 16 nuls pour 38 matches joués en Ligue 1.
Il obtient, quelques mois après, un poste de consultant sportif pour Canal+ et France Télévision.
Le 17 décembre 2007, Guy Lacombe prend la succession de Pierre Dréossi au poste d'entraîneur du Stade rennais. Dréossi reste manager général du club. Au terme d'une série positive en fin de saison, il parvient à amener le club à la 6e place.
Son contrat étant arrivé à échéance, il s'engage pour 2 ans avec l'AS Monaco le 2 juin 2009 où il remplace Ricardo.
À Monaco, club qui vient de traverser des saisons moyennes, il ne parvient pas à inverser la tendance, notamment en raison d'un fond de jeu inexistant (l'ASM réalise ainsi une série de quatre 0-0 d'affilée entre les 28e et 31e journées, une première dans l'histoire du club). Il amène néanmoins l'équipe en finale de la Coupe de France en 2010, match perdu 1-0 au terme des prolongations. Son coaching lors de cette finale a été par la suite contesté.
La saison suivante est encore plus catastrophique. Au terme de la 17e journée, l'AS Monaco n'a remporté que deux victoires, dont une seule sur son terrain, s'est fait éliminer de la Coupe de la Ligue et a vu son stade se déserter, l'équipe, enfermée dans un schéma ultra défensif, ne proposant aucun spectacle. Guy Lacombe est sur la sellette après une nouvelle défaite au stade Louis II face à l'ASSE. Finalement, il obtient un sursis grâce à un but inespéré de Park qui permet aux joueurs du rocher se s'imposer dans les arrêts de jeu face à Sochaux (2-1). À la suite des mauvais résultats depuis le début de saison et deux jours après l'élimination de son équipe en 32e de finale de la Coupe de France face à Chambéry, il est démis de ses fonctions le 10 janvier 2011.
Le 7 novembre 2012 le club d'Al Wasl Dubaï annonce sa nomination au poste d'entraîneur à la place de Bruno Metsu, démissionnaire pour des problèmes de santé. Lacombe vit ainsi sa première expérience à l'étranger.
Après une défaite 4-0 face à Al Ahli, le club, alors neuvième du championnat, se sépare de lui le 17 février 2013.
Le 1er octobre 2013, Guy Lacombe a rejoint la Direction Technique Nationale en tant qu'entraineur national et responsable de la formation des cadres techniques.
Le 3 octobre 2017, Guy Lacombe quitte toute fonction, et prend sa retraite,.
Il rejoint finalement la DTN à l'été 2018 où il est chargé de la formation des entraîneurs dans le cadre du Brevet d'entraîneur professionnel de football (BEPF).

## Carrière

### Joueur
- 1970-1975 :  Villefranche-de-Rouergue
- 1975-1976 :  US Albi
- 1976-1979 :  FC Nantes
- 1979-1981 :  RC Lens (72 matches en D1 - 13 buts)
- 1981-1983 :  FC Tours (76 matches en D1 - 58 buts)
- 1983-1985 :  Toulouse FC (48 matches en D1 - 36 buts)
- 1985-novembre 1986 :  Stade rennais
- décembre 1986-1987 :  Lille OSC
- 1987-1989 :  AS Cannes

### Entraîneur
- 1990-octobre 1995 :  AS Cannes (centre de formation)
- octobre 1995-1997 :  AS Cannes
- 1998-janvier 1999 :  Toulouse FC
- février 1999-2002 :  EA Guingamp
- 2002-2005 :  FC Sochaux-Montbéliard
- 27 décembre 2005-15 janvier 2007 :  Paris SG
- 17 décembre 2007-1er juin 2009 :  Stade rennais
- 2009-10 janvier 2011 :  AS Monaco
- 7 novembre 2012-17 février 2013 :  Al Wasl Dubaï

### Bilan
| Club          | Matchs | Victoires | Match nul | Défaites | % victoire |
| ------------- | ------ | --------- | --------- | -------- | ---------- |
| FC Sochaux    | 152    | 48        | 33        | 33       | 31,6 %     |
| Paris SG      | 38     | 8         | 16        | 14       | 21 %       |
| Stade rennais | 58     | 24        | 23        | 11       | 41,4 %     |
| AS Monaco     | 57     | 18        | 20        | 16       | 31,58 %    |

Statistiques en Championnat (Ligue 1 au 10 janvier 2011).

## Palmarès joueur

### En club
- Champion de France en 1977 avec le FC Nantes

### En équipe de France
- 9 sélections et 2 buts avec les Olympiques entre 1983 et 1984
- Champion olympique en 1984 avec les Olympiques

## Palmarès entraîneur
- Vainqueur de la Coupe de France en 2006 avec le Paris SG
- Vainqueur de la Coupe de la Ligue en 2004 avec le FC Sochaux
- Vainqueur de la Coupe Gambardella en 1995 avec l'AS Cannes
- Finaliste de la Coupe de France en 2009 avec le Stade rennais et en 2010 avec l'AS Monaco
- Finaliste de la Coupe de la Ligue en 2003 avec le FC Sochaux

## Distinctions
- Trophées UNFP 2003 : Trophée UNFP du meilleur entraîneur de Ligue 1 avec le FC Sochaux ;
- Trophées UNFP 2024 : trophée d'honneur pour l'ensemble du groupe, à l'occasion du 40e anniversaire de la victoire de l'équipe de France olympique aux Jeux olympiques d'été de 1984[9],[10].